# Крохмальний Мирон Васильович
Крохмальний Мирон Васильович — український боксер, мсмк, 7-разовий чемпіон України, срібний призер V Спартакіади народів СРСР, бронзовий призер чемпіонату СРСР 1971 р. (до 81 кг.), обидва рази за очками поступався Н. Анфімову,
1971 рік — Боксерський турнір Спартакіади народів СРСР 1971 р. проходив з 22 по 30 липня у Москві. Особливістю цього турниру було те, що паралельно не розігрувався титул чемпіона СРСР. Причина: чемпіонат СРСР пройшов раніше, в березні, оскільки була потреба визначити збірну на чемпіонат Європи (11-19 червня, Мадрид).
В жовтні 1971 року М. Крохмальний в складі збіної команди СРСР взяв участь в матчевій зустрічі із збірною командою Замбії: 22 жовтня в Лівінгстоні переміг Б. Суза, 24 жовтня в Лусаці — Ю. Луїпа; в третьому матчі в Кітве отримав травму, через яку йому зарахували поразку
Тренер — Старчак Валентин Євгенович